# Lene Tranberg
Lene Tranberg, Hon. FAIA (Copenhaguen, 29 de novembre de 1956) és una arquitecta danesa, arquitecta en cap i un sòcia fundadora de la firma Lundgaard & Tranberg.

## Història
Lene Tranberg Va néixer dins Copenhaguen en 1956. EN 1977, va ser admesa a l'Escola d'Arquitectura de l'Acadèmia Reial Danesa de Belles Arts, on va estudiar sota Erik Cristià Sørensen. El 1983, un any abans de graduar-se, va cofundar Lundgaard & Tranberg amb Boje Lundgaard. L'empresa guanyà prominència a la volta del mil·lenni amb un nombre d'edificis de perfil alt dins Copenhaguen, incloent-hi més notablement les residències d'estudiants Tietgenkollegiet i e Teatrel Reial danès (Skuespilhuset). Tots dos són generalment considerats entre els edificis danesos més exitosos de la dècada.
En paral·lel amb la seva carrera com a arquitecta en exercici, Tranberg va començar ensenyar a l'Acadèmia en 1986 i hi va ser lectora de 1989 a 1998. També ha desempenyat nombroses posicions en el món d'arquitectura danesa, com ara CEO del Centre d'Arquitectura danès de 1998 a 2002.

## Premis i distincions

### Distincions individuals
- 1994 Medalla Eckersberg (amb Boje Lundgaard)
- 2002 Premi Honorari Dreyer (amb Boje Lundgaard)
- 2005 Premi d'Arquitectura Nykredit
- 2005 Medalla C. F. Hansen
- 2010 Empresaria danesa de l'Any[5]
- 2008 Premi d'honor del Jubilee Fund del Banc Nacional de Dinamarca
- 2010 Cavaller de l'Ordre del Dannebrog[6]
- 2010 Companyona Honorària del Institut Americà d'Arquitectes[7]
- 2014 Medalla Prince Eugen d'Arquitectura[8]

### Distincions per a projectes
- 2006 RIBA Premi europeu per Kilen[9]
- 2007 RIBA Premi europeu per Tietgenkollegiet[10]
- 2008 RIBA Premi europeu per Skuespilhuset[9]
- 2008 si premi de disseny del producte per la cadira de teatre del Skuespilhuset
- Premi de Disseny de Punt vermell per la cadira de teatre del Skuespilhuset